# Дитяча мова
Дитяча мова, бебі-ток або материнська мова, також відома як мова, спрямована до немовляти. Дитяча мова або мова немовляти, в розмовній мові «мамина» чи «батьківська мова», є різновидом мови, яка переважно використовується з немовлятами та дітьми молодшого віку. Бебі-ток — це усталений термін у дослідженнях дитячої мови для позначення кроскультурного явища як форми універсальної мовленнєвої поведінки. Від нього походить термін «вторинне дитяче спілкування» для позначення мови, якою користуються, зокрема, особи, що здійснюють догляд за людьми похилого віку та людьми, які потребують опіки.
Подібна зміна вокального тону щодо потомства спостерігається не тільки у людей до дітей, а й у дельфінів.

## Особливості
За словами Барбари Золлінгер, дитяча мова або материнська мова має комунікативну функцію та функцію вивчення мови, що сприяє засвоєнню мови. Вона характеризується наслідуванням і розширенням, запитаннями, які сприяють взаємодії, розмовами «тут і зараз», синтаксичною простотою, просодією та інтонацією, що привертає увагу, і зниженою швидкістю мовлення. Останні дослідження також показують, що таким чином немовлята швидше вчаться говорити.
За словами Юргена Діттманна, Бебі-ток характеризується «високим тоном, чіткою мовою, перебільшеною мелодійністю речень, паузами між окремими фразами, наголосом на особливо важливих словах, повторами і уникненням складних речень», а також використовується відносно іноземців, олігрофенів, людей похилого віку та домашніх тварин.
Вона характеризується переважно перебільшеною артикуляцією порівняно зі стандартним мовленням, що може зробити сегментацію мовленнєвого потоку на окремі одиниці більш прозорою для дитини, наприклад, за рахунок підвищення висоти тону та перебільшення висотних екскурсій. Цій мові притаманне уникнення складних синтаксичних конструкцій і скорочення словникового запасу. Також можливо, що мовці адаптуються до мовних можливостей дитини в різних аспектах, наприклад, за допомогою скорочення складів.
З іншого боку, деякі експерти також стверджують, що яскраво виражена матерська мова гальмує природне бажання дітей пізнати світ дорослих і їхню мову. Тому використання «дитячої мови» дорослими не є універсальною практикою.

## Окремі рекомендації
1. Радіопередача Леонардо — Наука і не тільки від 19 жовтня 2017 року, 5′58″, WDR 5.
2. Йоганнес Фольмерт: Базовий курс лінгвістики — вступ до лінгвістики для курсів підготовки вчителів. ст. 230, (онлайн у Google Books).
3. Кая Тімм: Вік — Мова — Стать: Мова та комунікаційні науки про старший вік. Кампіус Верлаг, Франкфурт/Нью-Йорк 2000, ISBN 3-593-36468-9, с. 120, онлайн на Google Books
4. Лаела С. Сайіг, Ніколь Ель Хаддад, Пітер Л. Тьяк, Вінсент М. Янік, Рендалл С. Уеллс, Франц Х. Дженсен: Матері дельфінів-афалін модифікують характерні свистки в присутності власних дитинчат. Праці Національної академії наук США. Nr. 27, 4. липня 2023, ISSN 0027-8424, doi:10.1073/pnas.2300262120 (pnas.org).
5. Барбара Золлінгер 1994, Відкриття мови, ISBN 978-3-258-07619-5. ст. 48.
6. Антьє Кюн: Опанування першої мови та раннє вивчення іноземної мови. (Пам'ятка про оригінал від 17 червня 2009 року в Інтернет-архіві) (PDF; 123 kB), с. 5/6.
7. Анья Браун: Дослідження: дитяча мова допомагає навчитися говорити. SWR-Wissen, 6 лютого 2020 року, доступ 21 серпня 2020 року.
8. Юрген Діттманн: Засвоєння мови дитиною. Розвиток і порушення. К. Х. Бек Верлаг, 2002, с. 28, (онлайн в Google Books)
9. Мартін Дорнс: Душа дитини. Походження і розвиток. 2006.